# Dorjsürengiin Sumiyaa
Dorjsürengiin Sumiyaa (mongoliska: Доржсүрэнгийн Сумъяа), född 11 mars 1991 i Baruunturuun sum, är en mongolisk judoutövare.
Hon tog OS-silver i de olympiska judo-turneringarna vid olympiska sommarspelen 2016 i Rio de Janeiro i damernas lättvikt.
Sumiyaa har även tagit en guldmedalj vid världsmästerskapen 2017 och två bronsmedaljer 2018 och 2015 samt ett VM-silver i lagtävlingen 2014. Hon tog också bronsmedaljer vid asiatiska spelen 2014 och 2018.